# Ligia philoscoides
Ligia philoscoides är en kräftdjursart som beskrevs av Jackson 1938. Ligia philoscoides ingår i släktet Ligia och familjen gisselgråsuggor. Inga underarter finns listade i Catalogue of Life.